# Каули, Абрахам
А́брахам Ка́ули (англ. Abraham Cowley; 1618[…], Лондонский Сити, Лондон — 28 июля 1667[…], Чертси, Суррей) — английский поэт.
В пятнадцать лет опубликовал сборник стихотворений: «Poetical blossoms». В Кембридже Каули написал много стихотворений на английском и латинском языках и комедию «Naufragium Joculare». Изгнанный из Кембриджа пуританами, Каули переселился в Оксфорд, где издал сатиру «The puritan and the papist» (1643). В 1656 году как приверженец королевской партии был арестован и освобожден только после смерти Кромвеля. Реставрацию Каули приветствовал в стихотворении: «Vision concerning his late pretended Highness Cromwell the Wicked».
В своих элегиях, одах и эпосе Каули подражает Пиндару и Вергилию. Его анакреонтические стихотворения («The mistress», неоконченная поэма «Davideis» и другие изданы в 1656 году). Каули был одним из образованнейших людей своего времени и одним из основателей «Royal Society». Он занимался медициной и естественными науками и написал ботаническую поэму «Liber plantarum» (изд. в «Poemata latina»). Его «Works» опубликованы в 1669, затем с биографией Спрата 1680; его избранные сочинения с биографией Hurd’a в 1772—1777. Самое полное собрание издано Crosart’ом, в 1881 году.